# 柳江仁
柳江 仁（やなえ ひとし、1955年6月27日 - 2015年1月1日）は、日本の地方競馬調教師である。
岐阜県大垣市出身。1985年、笠松競馬場で厩舎を開業。ラブミーチャンで2009年の全日本2歳優駿を優勝、また2009年と2012年のNARグランプリ最優秀年度代表馬に導く。
2014年12月17日、笠松競馬場の厩舎内で意識不明の状態で倒れているのが見つかり、病院に搬送されたが、意識は回復することなく、2015年1月1日に死去した。59歳没。厩舎内で暴れだした馬を制御できず、頭部を馬に蹴られた事故によるものとみられている。
調教師としての地方通算成績は2015年1月1日の時点で9411戦1667勝。